# Делаверська корпорація
Делаверська корпорація (англ. Delaware Corporation) — юридична форма компанії, зареєстрованої в штаті Делавер, США. Цей штат відомий своїми сприятливими умовами для бізнесу, включаючи гнучке корпоративне законодавство та низькі податки. Багато великих міжнародних компаній, таких як DuPont і BlackRock зареєстровані саме як делаверські корпорації. Це дозволяє їм ефективно управляти своїми активами та вести діяльність у різних країнах.